# NGC 2460
NGC 2460 ist eine Spiralgalaxie mit aktivem Galaxienkern vom Hubble-Typ Sab im Sternbild Giraffe am Nordsternhimmel. Sie ist schätzungsweise 68 Millionen Lichtjahre von der Milchstraße entfernt und hat einen Durchmesser von etwa 50.000 Lichtjahren. Wahrscheinlich bildet sie gemeinsam mit IC 2209 ein gebundenes Galaxienpaar.

Gemeinsam mit IC 2209, PGC 22508, PGC 22524 und PGC 22561 bildet sie die kleine NGC 2460-Gruppe.
Das Objekt wurde am 11. August 1882 von dem Astronomen Ernst Wilhelm Leberecht Tempel mit einem 28-cm-Teleskop entdeckt.

## NGC 2460-Gruppe (LGG 151)
| Galaxie   | Alternativname | Entfernung/Mio. Lj |
| --------- | -------------- | ------------------ |
| NGC 2460  | PGC 22270      | 68                 |
| IC 2209   | PGC 22232      | 65                 |
| PGC 22508 | UGC 4153       | 82                 |
| PGC 22524 | UGC 4159       | 75                 |
| PGC 22561 | UGC 4169       | 75                 |